# Wilhelm Röpke (Wirtschaftswissenschaftler)

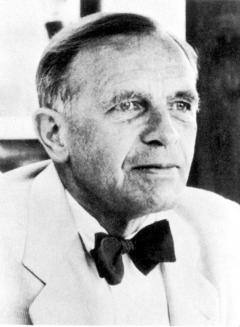
Röpke im Jahr 1950

Wilhelm Röpke (* 10. Oktober 1899 in Schwarmstedt bei Hannover; † 12. Februar 1966 in Genf) war ein deutscher Ökonom und Sozialphilosoph. Er gilt als einer der geistigen Väter der Sozialen Marktwirtschaft. Röpke hatte den aufkommenden Nationalsozialismus bekämpft. Als Folge verlor er 1933 seine Professur für Ökonomie in Marburg und musste wegen Drohung gegen Leib und Leben außer Landes flüchten.

## Leben
Wilhelm Röpke wuchs in einer liberalen bürgerlichen Landarztfamilie auf. Nach dem Abitur am Athenaeum in Stade begann er 1917 mit dem Studium der Rechts- und Staatswissenschaft in Göttingen. 1918 leistete er kurze Zeit Kriegsdienst,  später studierte er in Tübingen und dann in Marburg. Dort wandte er sich dem Studium der Nationalökonomie zu und promovierte im Frühjahr 1921 mit Auszeichnung. Anschließend trat er eine Stelle als Assistent am Staatswissenschaftlichen Seminar bei seinem Doktorvater Walter Troeltsch an. Röpke habilitierte sich 1922 als Privatdozent der politischen Ökonomie an der Universität Marburg und wurde im Alter von 24 Jahren als jüngster deutscher Professor Deutschlands auf eine a.o. Professur an die Universität Jena berufen.
Es folgten ein von der Rockefeller-Stiftung bezahlter USA-Aufenthalt als Gastprofessor der Rockefeller-Universität in New York, 1928 der Ruf an die Universität Graz und 1929 der Ruf an die Philipps-Universität Marburg, wo er bis 1933 als Ordinarius der politischen Ökonomie tätig war. Auch politisch war Röpke engagiert: Unter dem Pseudonym „Ulrich Unfried“ schrieb er Artikel gegen die korporatistischen wirtschaftspolitischen Vorstellungen des konservativ-revolutionären Tat-Kreises um Ferdinand Fried (daher das Pseudonym) und Hans Zehrer.
Röpke war gegenüber dem aufkommenden Nationalsozialismus kritisch eingestellt. Dafür trat er öffentlich ein. So verteilte er am 11. September 1930, drei Tage vor der Reichstagswahl angesichts eines vermuteten Erfolgs der NSDAP in seinem Heimatdorf ein Flugblatt mit dem Titel „Nationalsozialisten als Feinde der Bauern“, geschrieben „von einem Sohn Niedersachsens“, gerichtet „an das Landvolk“. Darin nannte er die NSDAP eine „besitzfeindliche, gewalttätige, revolutionäre“ Organisation, die das für die Überwindung der Krise so bedeutsame internationale Vertrauen in die Besonnenheit und den Aufbauwillen der Deutschen zerstören, „die Diktatur einer Partei“ errichten und „wenig Federlesens machen“ werde, „wenn sie erst einmal zur Macht gelangt“ sei. Wer für deren Kandidaten stimme, solle später nicht behaupten, „er habe nicht gewusst, was daraus entstehen könnte“.
Am 27. Dezember 1932 veröffentlichte die Vossische Zeitung einen Artikel Röpkes, in dem dieser mit Bezug auf die durch Krawalle nationalsozialistischer Studenten bewirkte vorläufige Beurlaubung des Breslauer Jura-Professors Ernst Joseph Cohns u. a. schrieb: „Die durch Intoleranz aufs Äußerste bedrohte Lehr- und Geistesfreiheit muß bis zum letzten verteidigt werden. Intoleranz der Professoren selbst ist Verrat an der Idee der Universität“.
Am 8. Februar 1933, neun Tage nach der Machtübernahme des NS-Regimes, hielt Röpke unter der Überschrift Wo stehen wir, wohin treiben wir? einen Vortrag bei Gustav Stolpers Bund für wirtschaftliche und politische Bildung in Frankfurt und führte unter anderem aus: „Mit der Machtergreifung der Nationalsozialisten ist ein Massenaufstand gegen die letzten Grundlagen alles dessen angebrochen, was wir Kultur nennen: ein Massenaufstand gegen Vernunft, Freiheit, Humanität und gegen jene geschriebenen und ungeschriebenen Normen, die in Jahrtausenden entstanden sind, um eine hochdifferenzierte menschliche Gemeinschaft zu ermöglichen, ohne die Menschen zu Staatssklaven zu erniedrigen.“ Kritischen Äußerungen Röpkes gegen den Nationalsozialismus bei der öffentlichen Begräbnisrede für seinen am 23. Februar 1933 verstorbenen akademischen Lehrer Troeltsch folgten wütende Reaktionen in der NS-Presse. Wegen seiner Kritik am Nationalsozialismus wurde Röpke durch die nationalsozialistische Regierung im April 1933 von seinem Lehramt entfernt. Im selben Jahr floh er ins Exil in die Türkei. Dort lehrte er ab Herbst 1933 an der Universität Istanbul und verfasste sein erfolgreichstes Buch Die Lehre von der Wirtschaft; dieses wurde zur theoretischen Grundlage seiner späteren wirtschafts- und gesellschaftspolitischen Publikationen. Zum Wintersemester 1937/38 wechselte Röpke nach Genf, wo er eine Tätigkeit als Professor für internationale Wirtschaftsfragen am Genfer Hochschulinstitut für internationale Studien ausübte. Einer seiner Doktoranden in Genf war Carl Zimmerer.
In den 1930er Jahren begann er für die Neue Zürcher Zeitung und die Schweizer Monatshefte zu schreiben, für die er über 30 Aufsätze verfasste. In Genf brachte er seine sozialphilosophische Trilogie (Gesellschaftskrisis der Gegenwart, Civitas humana, Internationale Ordnung) zu Papier, deren Grundzüge er in Istanbul mit seinem dortigen Fakultätskollegen Alexander Rüstow entwickelte. Darin beschrieb er – in den Grundsätzen mit den Vertretern der Freiburger Schule einig – seine Vorstellungen von Wirtschaftsordnung. Später wurde der konservative Einschlag im Denken Röpkes stärker; dies wurde in der in Jenseits von Angebot und Nachfrage (1959) geäußerten Kulturkritik deutlich.

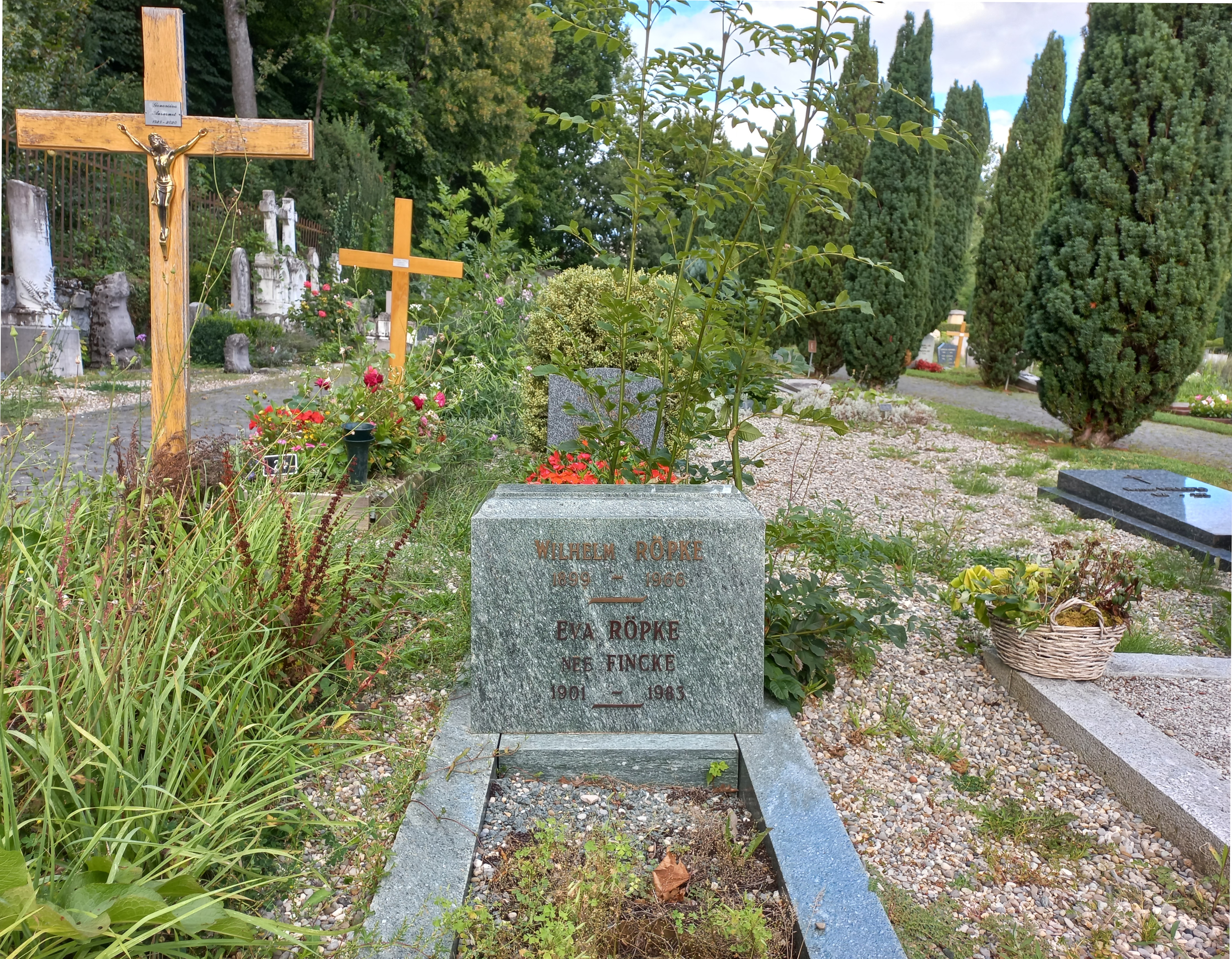
Das Grab von Röpke und seiner Frau auf dem Nouveau Cimetière de Cologny im Kanton Genf

1964 schrieb Röpke in den Schweizer Monatsheften, „dass die Neger Südafrikas nicht nur Menschen von einer geradezu extrem anderen Rasse sind, sondern zugleich einer völlig anderen Art und Stufe der Zivilisation angehören“ (Röpke 1964, S. 104). Deswegen sei die Apartheidpolitik der südafrikanischen Regierung vollkommen gerechtfertigt. In der Folge verglich Röpke das weiße Unterdrückungsregime in Südafrika mit den Juden in Israel, die von den Arabern in ihrer Daseinsberechtigung in Frage gestellt würden. In ähnlicher Not befänden sich Weiße in Südafrika, die sich einer Übermacht der Schwarzen gegenüber befänden. 
Röpke war im April 1947 Gründungsmitglied der Mont Pelerin Society (MPS) und 1961–1962 deren Präsident. In den 1960er Jahren kam es zu einer Auseinandersetzung zwischen einer Gruppe um Friedrich August von Hayek und einer Gruppe um Albert Hunold und Röpke um die zukünftige Ausrichtung der MPS. In der Folge legte Röpke die Präsidentschaft nieder und trat aus der MPS aus.
Er war mit Eva geb. Finke (1901–1983) verheiratet, mit der er drei gemeinsame Kinder hatte. Eva Röpke übersetzte wirtschaftswissenschaftliche Werke wie Hayeks 1944 in England und USA erschienenes The Road to Serfdom, das 1945 mit einem Vorwort von Wilhelm Röpke bei Rentsch in Erlenbach ZH als Der Weg zur Knechtschaft  herauskam.

## Lehre
Recht, Sitte, Moral, Normen- und Wertüberzeugungen waren für den Volkswirtschaftsprofessor entscheidende Elemente, für die nicht der Markt, sondern die politische Ebene und die Zentralbank stets Sorge zu tragen haben. Mit einer „konformen“ Sozial-, Wirtschafts- und Finanzpolitik, deren Aufgabe es ist, „jenseits des Marktes“ Schwache zu schützen, Interessen auszugleichen, Spielregeln zu setzen und Macht zu begrenzen, strebte Röpke eine Wirtschaftsordnung des „ökonomischen Humanismus“ an, der von ihm auch „Dritter Weg“ genannt wird. Röpke steht für eine Gesellschaft und Politik, für die die Wahrung der Menschenrechte von höchster Bedeutung ist. Das sogenannte „Individualprinzip“ als wichtiger und elementarer Kern der Marktwirtschaft muss aus seiner Sicht mit einem durchdachten Sozial- und Humanitätsprinzip in Balance gehalten werden. In der Europapolitik warnte er vor zu viel Zentralismus.
Der griffige Satz „Der Gleichgewichtspreis räumt den Markt“, der gesamtwirtschaftlich eine optimale Bedarfsdeckung beinhaltet, stammt von ihm. Mit seinem Wirken gehört der liberale Nationalökonom, der in über vier Jahrzehnten weit mehr als 800 Schriften veröffentlichte, zu jenen Ökonomen, die als Wissenschaftler und politische Berater die Entwicklung im Nachkriegsdeutschland maßgeblich mitgeprägt haben. Für Ludwig Erhard war er „im besten Sinne ein Streiter für die höchsten Werte der Menschheit“.

## Ehrungen

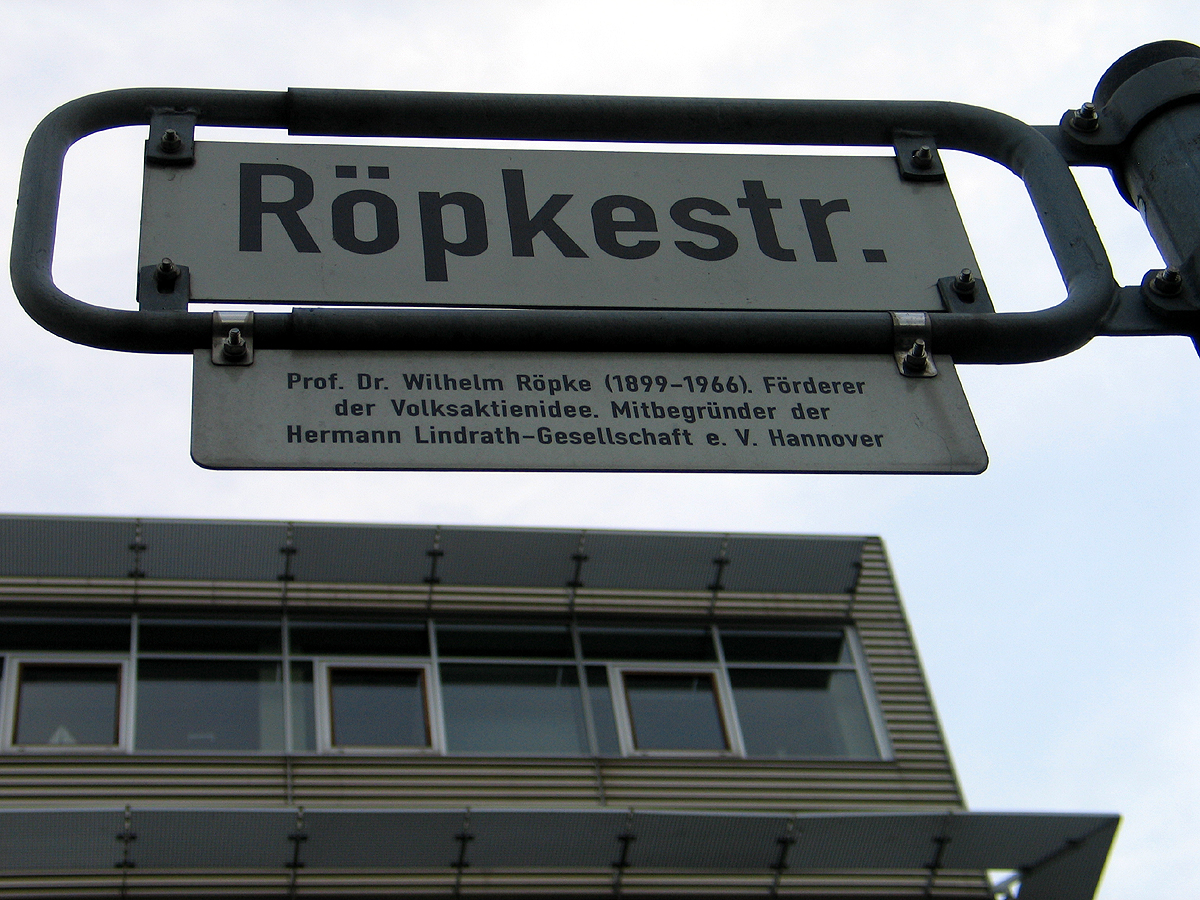
Legende am Straßenschild in Hannover-Bult: „Wilhelm Röpke […], Förderer der Volksaktienidee. Mitbegründer der Hermann-Lindrath-Gesellschaft e. V.“

- 1953: Großes Verdienstkreuz der Bundesrepublik Deutschland.
- Die 1967 angelegte Röpkestraße in Hannover-Bult wurde nach ihm benannt.[15]
- In Marburg führt die „Wilhelm-Röpke-Straße“ vom Bahnhof an der Philosophischen Fakultät vorbei.
- Das „Wilhelm-Röpke-Haus“ in Marburg ist ein Institutsgebäude der Wirtschaftswissenschaftlichen Fakultät in der Universitätsstraße.
- 2007 wurde das Wilhelm-Röpke-Institut, ein Wirtschaftsforschungsinstitut, in Erfurt gegründet.

## Schriften (Auswahl)
- Krise und Konjunktur. Leipzig 1932.
- Die Lehre von der Wirtschaft. Bern 1937 (Haupt, Bern 1994, ISBN 3-8252-1736-1).
- Die wirtschaftlichen Elemente des Friedensproblems. Polygraphischer Verlag, Zürich 1937.
- Die Gesellschaftskrisis der Gegenwart. Rentsch, Erlenbach ZH 1942 (Haupt, Bern 1979, ISBN 3-528-02870-2).
- Civitas Humana. Grundfragen der Gesellschafts- und Wirtschaftsreform. Zürich 1944 (Haupt, Bern 1979, ISBN 3-258-02871-0).
- Die deutsche Frage. Rentsch, Erlenbach ZH 1945.[16]
- Internationale Ordnung. Rentsch, Erlenbach ZH 1945 (Haupt, Bern 1979, ISBN 3-258-02872-9).
- Die Krise des Kollektivismus. München 1947.
- Maß und Mitte. Rentsch, Erlenbach ZH 1950 (Haupt, Bern 1979, ISBN 3-258-02874-5).
- Jenseits von Angebot und Nachfrage. 1958 (Verlagsanstalt des Handwerks, Düsseldorf 2009, ISBN 978-3-86950-036-2).
- Gegen die Brandung. Rentsch, Erlenbach ZH 1959.
- Wirrnis und Wahrheit. Rentsch, Erlenbach ZH 1962.
- Europa in der Welt von heute. Vortrag Röpkes, gehalten 1962 vor dem Handels- und Industrieverein Thun. Schulthess, Zürich 2000.
- Südafrika: Versuch einer Würdigung. In: Schweizer Monatshefte. 44/2, 1964, S. 97–112.
- Fronten der Freiheit. Stuttgart 1965.
- Eva Röpke (Hrsg.): Briefe von Wilhelm Röpke 1934–1966. Der innere Kompass. Rentsch, Erlenbach ZH 1976, ISBN 3-7249-0473-8.
- Der Cicero auf dem Dorfe. Wunderliche Geschichten zwischen Stadt, Schwarmstedt und dem Genfer See. Ausgewählt und zusammengestellt von Werner Pries. Geiger, Horb 2002, ISBN 3-89570-794-5.
- Hans Jörg Hennecke (Hrsg.): „Marktwirtschaft ist nicht genug!“ Wilhelm Röpke, Gesammelte Aufsätze. Manuscriptum, Leipzig 2009, ISBN 978-3-937801-49-0.